# 角果木
角果木（学名：Ceriops tagal）为红树科角果木属下的一个种。生于高潮海水能淹没树干基部的泥滩和海湾内沼泽地。为红树林主要树种之一。分布于非洲东部、东南亚和澳大利亚北部、中国海南、广东和台湾。
角果木树皮含单宁达30%，为鞣革工业原料，亦可用以染鱼网。